# Alice Sharpe
Alice Louise Sharpe, née le 3 mai 1994, est une coureuse cycliste irlandaise. Elle pratique en compétition le cyclisme sur route et sur piste.

## Biographie
Alice Sharpe est née en Allemagne, a grandi au Royaume-Uni et a commencé à travailler en Irlande en 2018.
Elle participe à des courses cyclistes internationales depuis 2017, initialement principalement sur route. En 2018, elle termine troisième du championnat d'Irlande sur route. Lors du Kreiz Breizh Elites Dames, elle se classe septième au classement général et prend la deuxième place du classement de la montagne. L'année suivante, elle débute dans l'équipe WCC gérée par l'Union cycliste internationale et devient championne d'Irlande sur route. En 2019, elle court également sur piste avec le quatuor féminin irlandais de poursuite par équipes. Aux championnats d'Europe, elle termine neuvième avec Mia Griffin, Orla Walsh et Kelly Murphy. Elle participe également aux Jeux européens de 2019 à Minsk.
Lors de la saison 2021, elle remporte la poursuite par équipes de la manche de Coupe des nations à Saint-Pétersbourg. Elle décroche également la médaille de bronze sur la poursuite par équipes des championnats d'Europe.
En 2024, elle est sélectionnée pour participer aux Jeux olympiques de Paris en cyclisme sur piste.

## Palmarès sur route

### Par années
- 2018
  - 3e du championnat d'Irlande sur route
- 2019
  -  Championne d'Irlande sur route
- 2022
  -  Championne d'Irlande sur route

### Classements mondiaux
| Année                                 | 2017 | 2018 | 2019 | 2020 | 2021 | 2022 | 2023 | 2024 |
| ------------------------------------- | ---- | ---- | ---- | ---- | ---- | ---- | ---- | ---- |
| Classement UCI                        | 590e | 565e | 275e | 440e | nc   | 180e | 543e | 743e |
| UCI World Tour                        | nc   | nc   | nc   | nc   | nc   | 169e | 225e | 260e |
|                                       |      |      |      |      |      |      |      |      |
| Légende : nc = non classéSource : UCI |      |      |      |      |      |      |      |      |

## Palmarès sur piste

### Jeux olympiques
- Paris 2024
  - 9e de la poursuite par équipes

### Championnats du monde
- Pruszków 2019
  - 10e de la poursuite par équipes
- Berlin 2020
  - 8e de la poursuite par équipes
  - 21e de la course aux points

### Coupe des nations
- 2021
  - 1re de la poursuite par équipes à Saint-Pétersbourg (avec Kelly Murphy, Mia Griffin et Lara Gillespie)
- 2022
  - 3e de l'américaine à Milton
- 2024
  - 2e de la poursuite par équipes à Hong Kong

### Championnats d'Europe
| Édition / Épreuve | Poursuite par équipes                | Américaine | Scratch |
| Granges 2021      | Bronze (avec Murphy, Kay et Griffin) |            |         |
| Granges 2023      | 5e                                   | 12e        | 12e     |